# Elaeocarpus mamasii
Elaeocarpus mamasii är en tvåhjärtbladig växtart som beskrevs av R.Weibel. Elaeocarpus mamasii ingår i släktet Elaeocarpus och familjen Elaeocarpaceae. Inga underarter finns listade i Catalogue of Life.